# NGC 3479
NGC 3479 је спирална галаксија у сазвежђу Пехар која се налази на NGC листи објеката дубоког неба.
Деклинација објекта је - 14° 57' 40" а ректасцензија 10h 58m 55,4s. Привидна величина (магнитуда) објекта NGC 3479 износи 13,0 а фотографска магнитуда 13,8. NGC 3479 је још познат и под ознакама NGC 3502, MCG -2-28-27, IRAS 10563-1441, PGC 33053.